# ハニーレモンソーダ
『ハニーレモンソーダ』（Honey Lemon Soda）は、村田真優による日本の漫画作品。『りぼん』（集英社）にて、2016年2月号から連載中。
クラスの人気者であるレモン色の髪の男子高校生と、いじめられた過去を持つ女子高生の恋愛模様を描く。
『セブンティーン』（集英社）2020年9月号の「読者が選ぶ好きな少女マンガ&実写化してほしいマンガランキング」において1位を記録した。2021年第45回講談社漫画賞少女部門にノミネートされた。2024年7月時点で累計発行部数は1400万部を突破している。
メディアミックスとして、2021年7月に実写映画版が公開され、2022年9月に朗読劇が上演された（後述）。また、2025年1月から3月までテレビアニメが放送された。

## あらすじ
内向的な性格からいじめを受けてきた少女・石森羽花は、街で出会った少年・三浦界からの一言をきっかけに彼と同じ高校に進学する。そして高校生活を通して、塩対応でありながらも優しい彼に惹かれていくとともに、界も羽花との交流の中で少しずつ変化していく。

## 登場人物
声は、テレビアニメ / まんが動画 / 購入特典ボイスドラマの順。「 / 」表記がない者はまんが動画のみ。担当交代がある場合は「→」表記。演は、実写映画版の俳優。

### 主要人物
石森 羽花（いしもり うか）
声 - 市ノ瀬加那 / なるみ（2018年 - ） / 小澤亜李
演 - 吉川愛
主人公。中学時代「石」というあだ名でいじめられており、笑うことも泣くことも忘れてしまっていたが、中3の冬に界と出会ったのがきっかけで八美津高校への入学を決意する。
八美津高校1年B組→2年B組→3年A組。
入学当初は地味で浮いていたが、気配り上手で何事にも一生懸命な性格から、学校行事を通して徐々にクラスの中心的存在になっていく。
その中で、周囲の悪ノリから生まれた「石森係」や秘密の共有などで界との交流が増え、次第に恋心を募らせていく。
八美津高生では数少ない優等生で、成績は非常に優秀。加えて鈍臭く見られがちだが、運動神経もよく、料理も上手い。
特に絵を描くことが好きで、2年生からは美術部に所属している。
三浦 界（みうら かい）
声 - 矢野奨吾 / 林祐人（2018年 - 2020年）→近野誠一郎（2020年 - ） / 江口拓也
演 - ラウール（Snow Man）
八美津高校1年B組→2年F組→3年B組。レモン色の金髪と、誰もが振り返るほどの端正な顔立ちが特徴で、学内外で有名な人気者。誰に対しても素っ気ない対応を取り、親しい友人であってもプライベートに踏み込まれることを嫌う。

### 八美津高校
私立高校。自由な校風が売りで、生徒受けはいいが保護者受けは最悪との噂。服装や髪型が派手な生徒が多く在籍する。
遠藤 あゆみ（えんどう あゆみ）
声 - 根本京里 / 和仁美里（2018年 - 2020年）→片桐留奈（2020年 - ）
演 - 岡本夏美
1年B組→2年B組→3年C組。
羽花にとって人生初の友達。明るく人懐っこい性格。
羽花のことをとても大切に思っており、界との仲を応援したり、転入騒動の際は彼女の父の説得に奔走したりと、羽花にとっても心の支えになっている。
幼稚園の時から悟が好きで、彼の鈍感ぶりに長年やきもきしていたが、2年次の林間学校で晴れて恋人同士に。
瀬戸 悟（せと さとる）
声 - 八代拓 / 山口こうへい（2018年 - 2019年）→汐乃達矢（2020年 - ）
演 - 坂東龍汰
あゆみの幼なじみ。緑色に染めた髪が特徴。
周囲から「永遠の小学生」と称されるほど無邪気で子供っぽく、楽天的な少年。
恋愛には特に疎かったが、ライバルの出現や界の助言により、あゆみが自身の初恋であることに気づく。
高嶺 友哉（たかみね ともや）
声 - 土岐隼一 / 長野嵩（2018年 - ）
演 - 濱田龍臣
界の仲間。
菅野 芹奈（かんの せりな）
声 - 高橋李依 / ことね（2018年 - 2019年）→青山依純（2020年 - ）
演 - 堀田真由
界の中学時代の元恋人。いじめられていた時に界に助けられた。
橋本 由瑠（はしもと ゆる）
声 - 井上ほの花 / 小室洋子（2019年）→丸山美紀（2019年 - ）
羽花の友達。桐生と付き合っている。
及川 多央（おいかわ たお）
声 - 貫井柚佳 / 成島舞（2019年 - ）
白石 望華（しらいし もか）
声 - 河瀬茉希 / 朝森千菜津（現：竹中千菜津）（2019年 - 2020年）→矢部仁美（2021年 - ）
滝沢 宙（たきざわ そら）
声 - 幡俊幸（2019年）→沼澤龍一郎（2019年 - 2020年）
華宮高校に通っている。
岩川 奈乃（いわかわ なの）
声 - Cnoko（2018年）→丸山美紀（2019年 - ）
容姿が羽花に似ている。中学生の時にいじめられていて、高校生活を楽しく送っている羽花を羨ましがっている。
小島 麗美（こじま れみ）
声 - 幸村恵理 / 成島舞（2024年 - ）
中学生の時に羽花をいじめていた主犯。高校でも仲間（和泉風花・野上翔）と羽花の靴をゴミ箱に捨てたり、使いっ走りにさせようとするなど反省を見せていない。その結果、羽花からレモンソーダを顔にぶちまけられた上に界から脅される返り討ちに遭い、捨てセリフを吐いて逃亡する。
桐生 司（きりゅう つかさ）
声 - 松苗秀樹（2019年 - ）、黒井淳一（2021年代役）
黒沢 怜王（くろさわ れお）
声：松苗秀樹（2018年 - ）
芹奈と付き合っている。

## 書誌情報

### 単行本
- 村田真優 『ハニーレモンソーダ』 集英社〈りぼんマスコットコミックス〉、既刊28巻（2025年4月24日現在）
  1. 2016年5月25日発売[集 1]、ISBN 978-4-08-867416-2
  2. 2016年9月23日発売[集 2][11]、ISBN 978-4-08-847631-5
  3. 2017年1月25日発売[集 3]、ISBN 978-4-08-867443-8
  4. 2017年4月25日発売[集 4]、ISBN 978-4-08-867459-9
  5. 2017年8月25日発売[集 5]、ISBN 978-4-08-867470-4
  6. 2017年12月25日発売[集 6]、ISBN 978-4-08-867483-4
  7. 2018年4月25日発売[集 7]、ISBN 978-4-08-867497-1
  8. 2018年8月24日発売[集 8]、ISBN 978-4-08-867510-7
  9. 2018年12月25日発売[集 9]、ISBN 978-4-08-867524-4
  10. 2019年4月25日発売[集 10]、ISBN 978-4-08-867545-9
  11. 2019年8月23日発売[集 11]、ISBN 978-4-08-867558-9
  12. 2019年12月25日発売[集 12]、ISBN 978-4-08-867571-8
  13. 2020年4月24日発売[集 13]、ISBN 978-4-08-867582-4
  14. 2020年8月25日発売[集 14][12]、ISBN 978-4-08-867595-4
  15. 2020年12月24日発売[集 15]、ISBN 978-4-08-867609-8
  16. 2021年4月23日発売[集 16]、ISBN 978-4-08-867616-6
  17. 2021年7月21日発売[集 17]、ISBN 978-4-08-867628-9
  18. 2021年11月25日発売[集 18]、ISBN 978-4-08-867639-5
  19. 2022年3月25日発売[集 19]、ISBN 978-4-08-867653-1
  20. 2022年7月25日発売[集 20]、ISBN 978-4-08-867672-2
  21. 2022年11月25日発売[集 21]、ISBN 978-4-08-867687-6
  22. 2023年3月24日発売[集 22]、ISBN 978-4-08-867708-8
  23. 2023年7月25日発売[集 23]、ISBN 978-4-08-867721-7
  24. 2023年11月24日発売[集 24]、ISBN 978-4-08-867737-8
  25. 2024年4月24日発売[集 25]、ISBN 978-4-08-867749-1
  26. 2024年8月23日発売[集 26]、ISBN 978-4-08-867771-2
  27. 2024年12月24日発売[集 27]、ISBN 978-4-08-867784-2
  28. 2025年4月24日発売[集 28]、ISBN 978-4-08-867798-9
- 村田真優 『ハニーレモンソーダ Side Stories』 集英社〈りぼんマスコットコミックス〉、既刊1巻（2021年7月21日現在）
  1. 2021年7月21日発売[集 29]、ISBN 978-4-08-867629-6

### ノベライズ
映画ノベライズ
- 原作及びイラスト：村田真優、脚本：吉川菜美、著者：後白河安寿『映画ノベライズ ハニーレモンソーダ』〈集英社オレンジ文庫〉、全1巻 
  1. 2021年6月18日発売[13]、ISBN 978-4-08-680395-3
- 原作及びイラスト：村田真優、脚本：吉川菜美、著者：はのまきみ『ハニーレモンソーダ 映画ノベライズ みらい文庫版』〈集英社みらい文庫〉、全1巻 
  1. 2021年6月25日発売[14]、ISBN 978-4-08-321656-5

まんがノベライズ
- 原作及びイラスト：村田真優、著者：ワダヒトミ『ハニーレモンソーダ まんがノベライズ』〈集英社みらい文庫〉、既刊3巻（2025年2月時点）
  1. あなたを好きでいる勇気　2024年9月27日発売[15]、ISBN 978-4-08-321871-2
  2. もう、嘘はつかない　2025年1月24日発売[16]、ISBN 978-4-08-321889-7
  3. 両想いという奇跡　2025年2月21日発売[17]、ISBN 978-4-08-321892-7
- 原作及びイラスト：村田真優、著者：後白河安寿『小説 ハニーレモンソーダ』〈集英社オレンジ文庫〉、全1巻 
  1. 2025年1月20日発売[18]、ISBN 978-4-08-680598-8

## 実写映画
2021年7月9日に公開された。監督は神徳幸治、主演は本作が映画単独初主演となるラウール（Snow Man）、ヒロイン役に吉川愛。

### キャスト（実写映画）
メインキャストは「#登場人物」を参照。
- 柳ゆり菜
- 柳美稀
- 野々村はなの
- 村田凪
- 小山内花凜
- 香音
- 九代目坂東彦三郎

### スタッフ（実写映画）
- 原作：村田真優『ハニーレモンソーダ』（集英社『りぼん』連載）
- 監督：神徳幸治
- 脚本：吉川菜美
- 音楽：深澤恵梨香
- 主題歌：Snow Man「HELLO HELLO」（avex trax）[20]
- エグゼクティブプロデューサー：吉田繁暁
- プロデューサー：石田聡子、鈴木佳那子
- 撮影：川島周
- 美術：磯田典宏
- 照明：本間大海
- 録音：豊田真一
- 装飾：中山まこと
- スタイリスト：荒木里江
- ヘアメイク：外山裕子
- 編集：下田悠
- 記録：原田侑子
- 音響効果：大塚智子
- 音楽プロデューサー：高石真美
- 宣伝プロデューサー：阿部未菜美
- 制作担当：難波杏里
- 助監督：岩渕崇
- 制作プロダクション：オフィスクレッシェンド
- 制作協力：松竹撮影所
- 企画・配給：松竹
- 製作：「ハニーレモンソーダ」製作委員会（松竹、ジェイ・ストーム、ジェイアール東日本企画、集英社、イオンエンターテイメント、松竹ブロードキャスティング）

## テレビアニメ
2025年1月から3月までフジテレビ『+Ultra』枠ほかにて放送された。

### スタッフ（テレビアニメ）
- 原作 - 村田真優[21]
- 監督 - 錦織博[21]
- シリーズ構成 - 和場明子[21]
- キャラクターデザイン・プロップデザイン - 田中愛美[21]
- 美術監督・美術設定 - 板谷諒子[7]
- 色彩設計 - 岩本彩加[7]
- 撮影監督 - 八木祐理奈[7]
- 編集 - 西山茂[7]
- CGディレクター - 春日俊介[7]
- 音響監督 - 大寺⽂彦[7]
- 音響効果 - 小山恭正
- 音楽 - 小瀬村晶[21]
- 音楽制作 - フジパシフィックミュージック
- プロデューサー - 佐藤史子、大島和樹、松倉友二
- アニメーションプロデューサー - 松尾洸甫
- アニメーション制作 - J.C.STAFF[21]
- 企画プロデュース - UNLIMITED PRODUCE by TMS[21]
- 製作 - 「ハニーレモンソーダ」製作委員会（トムス・エンタテインメント、クランチロール、フジテレビジョン、J.C.STAFF、ぴえろ、BSフジ）

### 主題歌
オープニング・エンディング共に&TEAMが担当する。
「Magic Hour」
オープニングテーマ。作詞はSoma GendaとChiaki NagasawaとTakahito NakamuraとDviiとRyo Ito、作曲はChiaki NagasawaとTakahito NakamuraとDviiとRyo Ito、編曲はTakahito Nakamura。
「Wonderful World」
エンディングテーマ。作詞はSoma GendaとIain JamesとTaneisha Jackson、作曲はdivahhとSSoとIain JamesとTaneisha Jackson、編曲はdivahhとSSo。

### 各話リスト
| 話数       | サブタイトル             | 脚本     | 絵コンテ          | 演出     | 作画監督                                                                                         | 総作画監督               | 初放送日      |
| ---------- | ------------------------ | -------- | ----------------- | -------- | ------------------------------------------------------------------------------------------------ | ------------------------ | ------------- |
| sparkle 1  | 君に出会えたから         | 和場明子 | 錦織博            | 錦織博   | 谷川政輝 大西紀子 篠原佐代子 坂本哲也 福本佳菜絵 田中愛美                                        | 田中愛美                 | 2025年 1月9日 |
| sparkle 2  | 宝物に変わってく         | 和場明子 | 泉しづか 錦織博   | 泉しづか | 董立則 全京禹 魏丽娟 郁慧芸 沈陶裔 陳亮 彭越 謝媚 罗睿 罗海 袁荃 何金龍                          | 田中愛美                 | 1月16日       |
| sparkle 3  | 二人だけの秘密           | 和場明子 | 桜井弘明          | 海宝興蔵 | 谷川政輝 大西紀子 PHIL PRODUCTION 株式会社 米川 Big Owl                                          | 田中愛美                 | 1月23日       |
| sparkle 4  | どんなに離れていても     | 和場明子 | 宮崎なぎさ 錦織博 | 錦織博   | 陳亮 董立則 罗睿 沈陶裔 魏丽娟 全京禹 郁慧雲 株式会社 米川 神龍 山口龍太郎 横江香 楊勇 宋凌雲    | 千葉充 髙橋成之 田中愛美 | 1月30日       |
| sparkle 5  | 素敵な人                 | 水上清資 | 山川吉樹          | 泉しづか | 篠原佐代子 福本佳菜絵 田中綾華 菅生碧 福田裕樹 山田龍太郎 横江香 神龍                            | 坂本哲也                 | 2月6日        |
| sparkle 6  | この先も、ずっと…        | 水上清資 | 大畑清隆          | 大畑清隆 | 星野真澄 杉田葉子 二宮奈那子 河野直人 山田龍太郎 横江香 楊勇 宋凌雲 大木良一 株式会社 米川       | 千葉充 髙橋成之 田中愛美 | 2月13日       |
| sparkle 7  | 好きでごめんなさい       | 水上清資 | 吉田りさこ 錦織博 | 岡村正宗 | 山本雅章 下川寿士 髙橋成之 大野勉 小松香苗 谷川政輝 Hwang Hyung-rak 孙强                         | 田中愛美 藤井昌宏        | 2月20日       |
| sparkle 8  | 勇気を出して             | 和場明子 | 高田耕一          | 泉しづか | 篠原佐代子 福本佳菜絵 田中綾華 菅生碧 大木良一                                                   | 坂本哲也 藤井昌宏        | 2月27日       |
| sparkle 9  | さようなら不器用だった私 | 水上清資 | 山本寛            | 山本寛   | 下川寿士 髙橋成之 大野勉 河野直人 谷川政輝 星野真澄 村上竜之介 PHIL PRODUCTION                   | 千葉充 髙橋成之 田中愛美 | 3月6日        |
| sparkle 10 | 誰も知らない君           | 和場明子 | 高田耕一 泉しづか | 海宝興蔵 | 郁慧芸 沈陶裔 董立則 何金龍 魏丽娟 陳亮 株式会社 米川 村上竜之介 星野真澄                        | 田中愛美 千葉充          | 3月13日       |
| sparkle 11 | 想い、弾けて             | 水上清資 | 大畑清隆          | 大畑清隆 | 下川寿士 二宮奈那子 大野勉 星野真澄 迫由里香 横江香 山口龍太郎 モリタユーシ 株式会社エクセレント | 田中愛美 橋詰力 千葉充   | 3月20日       |
| sparkle 12 | ハニーレモンソーダ       | 和場明子 | 山川吉樹          | 小田裕康 | 藤井昌宏 篠原佐代子 福本佳菜絵 田中綾華 菅生碧 迫由里香                                          | 田中愛美 坂本哲也        | 3月27日       |

### 放送局
| 放送期間                | 放送時間                     | 放送局         | 対象地域   | 備考                                   |
| ----------------------- | ---------------------------- | -------------- | ---------- | -------------------------------------- |
| 2025年1月9日 - 3月27日  | 木曜 0:55 - 1:25（水曜深夜） | フジテレビ     | 関東広域圏 | 製作参加 / 『+Ultra』枠                |
|                         | 木曜 1:55 - 2:25（水曜深夜） | テレビ西日本   | 福岡県     |                                        |
| 2025年1月10日 - 3月28日 | 金曜 2:25 - 2:55（木曜深夜） | 関西テレビ     | 近畿広域圏 |                                        |
| 2025年1月12日 - 3月30日 | 日曜 1:45 - 2:15（土曜深夜） | 東海テレビ     | 中京広域圏 |                                        |
| 2025年1月13日 - 3月31日 | 月曜 1:10 - 1:40（日曜深夜） | 北海道文化放送 | 北海道     |                                        |
| 2025年1月16日 - 4月3日  | 木曜 0:00 - 0:30（水曜深夜） | BSフジ         | 日本全域   | 製作参加 / BS放送 / 『アニメギルド』枠 |
| 2025年1月25日 -         | 土曜 22:00 - 22:30           | アニマックス   | 日本全域   | BS/CS放送 / リピート放送あり           |
| 2025年2月12日 -         | 水曜 0:55 - 1:25（火曜深夜） | 石川テレビ     | 石川県     | [ 24 ]                                 |

| 配信開始日    | 配信時間                     | 配信サイト |
| ------------- | ---------------------------- | --- |
| 2025年1月9日  | 木曜 0:55（水曜深夜） 更新   | FOD |
| 2025年1月10日 | 金曜 0:55（木曜深夜） 更新   | U-NEXT アニメ放題 |
| 2025年1月12日 | 日曜 1:25（土曜深夜） 更新   | ABEMAビデオ J:COM STREAM SPOOX powered by Lemino TVer dアニメストア （本店・ニコニコ支店・for Prime Video） DMM TV TELASA ニコニコチャンネル [ 25 ] HAPPY!動画 バンダイチャンネル ビデックスJP Hulu Amazon Prime Video ふらっと動画 milplus Rakuten TV Lemino |
|               | 日曜 1:30 - 2:00（土曜深夜） | ABEMA |
|               | 日曜 23:00 - 23:30           | ニコニコ生放送 |

### BD
| 巻  | 発売日        | 収録話         | 規格品番   |
| --- | ------------- | -------------- | ---------- |
| BOX | 2025年6月25日 | 第1話 - 第12話 | EYXA-14694 |

| フジテレビ +Ultra             | フジテレビ +Ultra  | フジテレビ +Ultra                              |
| 前番組                        | 番組名             | 次番組                                         |
| ----------------------------- | ------------------ | ---------------------------------------------- |
| カミエラビ（シーズン2完結編） | ハニーレモンソーダ | 最強の王様、二度目の人生は何をする?（SEASON1） |

## 朗読劇
アニマックス朗読劇として、2022年9月3日から9月11日までヒューリックホール東京で上演された。

### 上演日程
| 上演日  | 上演時間   | 三浦界     | 石森羽花   | 遠藤あゆみ             | 石森堅実   |
| ------- | ---------- | ---------- | ---------- | ---------------------- | ---------- |
| 9月03日 |            |            |            |                        |            |
| 11:00   | 山谷祥生   | 石見舞菜香 | 吉岡茉祐   | 山中真尋               |            |
| 15:00   | 沢城千春   | 山下七海   | 稗田寧々   | 東地宏樹               |            |
| 19:00   | 白井悠介   | 大久保瑠美 | Machico    | 東地宏樹               |            |
| 9月04日 |            |            |            | 東地宏樹               |            |
| 11:00   | 土岐隼一   | 千本木彩花 | 赤崎千夏   | 東地宏樹               |            |
| 15:00   | 中島ヨシキ | 千本木彩花 | 高木美佑   | 東地宏樹               |            |
| 19:00   | 廣瀬大介   | 明坂聡美   | 大坪由佳   | 三宅健太               |            |
| 9月05日 | 19:00      | 明坂聡美   | 大坪由佳   | ランズベリー・アーサー | 高橋広樹   |
| 9月06日 | 19:00      | 寺島惇太   | 茜屋日海夏 | 奥野香耶               | 駒田航     |
| 9月07日 | 18:00      | 江口拓也   | 大橋彩香   | 古賀葵                 | 平川大輔   |
| 9月08日 | 19:00      | 増田俊樹   | 井口裕香   | 青山吉能               | 小野大輔   |
| 9月09日 | 19:00      | 斉藤壮馬   | 阿澄佳奈   | 林鼓子                 | 神尾晋一郎 |
| 9月10日 |            |            |            |                        |            |
| 11:00   | 羽多野渉   | 種﨑敦美   | 芹澤優     | 竹内栄治               |            |
| 15:00   | 伊東健人   | 種﨑敦美   | 田中美海   | 東地宏樹               |            |
| 19:00   | 西山宏太朗 | 大久保瑠美 | 厚木那奈美 | 駒田航                 |            |
| 9月11日 |            |            |            |                        |            |
| 12:00   | 岡本信彦   | 上田麗奈   | 若井友希   | 関俊彦                 |            |
| 16:00   | 岡本信彦   | 高橋李依   | 田中あいみ | 東地宏樹               |            |

### スタッフ（朗読劇）
- 原作 - 村田真優「ハニーレモンソーダ」（集英社『りぼん』連載）
- 脚本・演出 - ニシオカ・ト・ニール
- 美術 - 魚住和伸
- 照明 - 紀大輔
- 音響 - 神林大河
- 衣裳 - 中島エリカ
- 映像 - ワタナベカズキ
- ヘアメイク - 茂木美緒
- 舞台監督 - Azuki、宮島一規
- 演出助手 - 長谷川雅樹
- プロデューサー - 小島章敬、龍貴大
- 主催・製作 - アニマックスブロードキャスト・ジャパン